# Telioneura albapex
Telioneura albapex är en fjärilsart som beskrevs av Druce 1898. Telioneura albapex ingår i släktet Telioneura och familjen björnspinnare. Inga underarter finns listade i Catalogue of Life.